# Baires (película de 2015)
Baires es una película policial argentina de 2015 dirigida por Marcelo Páez Cubells. La película está protagonizada por Germán Palacios, Benjamín Vicuña y Sabrina Garciarena. La película hizo su aparición en cartelera el 8 de octubre del mismo año.

## Sinopsis
Unas vacaciones románticas de ensueño en Argentina de una pareja proveniente de España rápidamente se convierten en una pesadilla cuando son secuestrados por una banda de narcotraficantes. Los malhechores exigen que Mateo, a quien secuestraron junto a su pareja Trini, les lleve a España un cargamento de cocaína. Se quedan con Trini como rehén y como garantía de que Mateo entregará las drogas.

## Reparto
Intervinieron en el filme los siguientes intérpretes:
- Germán Palacios
- Benjamín Vicuña
- Sabrina Garciarena
- Juana Viale
- Carlos Belloso
- Rodrigo Guirao Díaz
- Pasta Dioguardi
- Clara Kovacic